# Standard Lutych
Royal Standard de Liège, běžně nazývaný Standard Liège (česky Standard Lutych), je belgický fotbalový klub z města Lutych. Je jedním z nejúspěšnějších belgických klubů, získal 10 belgických titulů, naposledy v sezónách 2007/08 a 2008/09. Kromě toho vyhrál klub také 8x belgický pohár a v sezóně 1981/82 se dostal do finále Poháru vítězů pohárů, kde prohrál 2:1 s FC Barcelona.

## Historie
Klub byl založen v roce 1900 studenty z vysoké školy Saint-Servais v Lutychu, přestože se někdy chybně uvádí jako rok založení 1898. Inspirací byl studentům tehdy populární pařížský klub Standard de Paris.
Největšího úspěchu dosáhl klub v roce 1982, kdy se dostal do finále Poháru vítězů pohárů, kde ovšem prohrál s Barcelonou. K této události se však váže také největší skandál v historii klubu, kdy se ukázalo, že někteří hráči a trenéři Standardu údajně ovlivňovali jiné belgické kluby, aby nehrály ve vzájemných ligových zápasech naplno a aby tak Standard mohl hrát finále bez zraněných hráčů. Klub dostal velkou pokutu a aby ji mohl zaplatit, byl nucen prodat své nejlepší hráče.
Klub tak na nějakou dobu přestal být úspěšný, nicméně zůstal populární po celé Belgii, dokonce i ve Flandrech. Teprve nedávno se klub dostal opět na výsluní. V sezóně 2005/06 skončil Standard v belgické lize druhý a zajistil si tak místo v předkole dalšího ročníku Ligy mistrů.
20. dubna 2008 získal Standard první belgický titul po 25 letech, když navíc držel sérii neporazitelnosti dlouhou 31 zápasů. Klub porazil svého úhlavního rivala Anderlecht v rozhodujícím zápase, když dvě branky vstřelil Dieumerci Mbokani, který hrál předchozí sezónu právě v Anderlechtu. Největší hvězdou týmu sestaveného z mladých hráčů byl Marouane Fellaini, který po sezóně přestoupil do Evertonu za 20 milionů Eur. Standard zároveň dostal další možnost hrát předkolo Ligy mistrů.
Standard potvrdil současné výsadní postavení v belgickém fotbale i v následující sezóně, kdy opět získal mistrovský titul, druhý v řadě. Ten získal až v dodatečném dvojzápase s Anderlechtem po výsledcích 1:1 a 1:0. Zápasy byly velmi opatrné, jelikož se nehrálo jen o mistrovský titul, ale také o účast v základní skupině dalšího ročníku Ligy mistrů, která je spojena s velkým finančním bonusem od UEFA.

## Úspěchy

### Domácí
1. belgická liga
10 × vítěz: 1957/58, 1960/61, 1962/63, 1968/69, 1969/70, 1970/71, 1981/82, 1982/83, 2007/08, 2008/09
Belgický fotbalový pohár
8 × vítěz: 1954, 1966, 1967, 1981, 1993, 2011, 2016, 2018
Belgický ligový pohár
1 × vítěz: 1975
Belgický superpohár
4 × vítěz: 1981, 1983, 2008, 2009

### Mezinárodní
Pohár vítězů pohárů
1 × finalista: 1982
PMEZ
1 × semifinalista: 1962

## Významní hráči
- Wilfried Van Moer (1968–1976)
- Eric Gerets (1971–1983)